# Alain Dhouailly
 (octobre 2012).
Si vous disposez d'ouvrages ou d'articles de référence ou si vous connaissez des sites web de qualité traitant du thème abordé ici, merci de compléter l'article en donnant les références utiles à sa vérifiabilité et en les liant à la section « Notes et références ».
Alain Dhouailly est un réalisateur et scénariste de télévision français.

## Filmographie

### Téléfilms
- 1973 : La Correspondante
- 1977 : Inutile d'envoyer photo (également scénariste)
- 1977 : Vacances[1] (également scénariste)
- 1979 : Le Loup-cervier (également scénariste)
- 1980 : L'Épreuve
- 1982 : Ralentir école (également scénariste)
- 1983 : Liberté-liberté (également scénariste)
- 1985 : Bachou (également scénariste)

### Séries télévisées
- 1974-1975 : L'Île aux enfants (23 épisodes)
- 1987 : Cinéma 16, épisode La Vieille Dame et l'Africain  (également coscénariste)